# Estación Intendente Câmara
La Estación Intendente Câmara es una estación ferroviaria que funciona como terminal de pasajeros en el municipio brasileño de Ipatinga, en el interior del estado de Minas Gerais.

## Historia
El terminal ferroviario fue construido en la década de 1950 e inaugurado el 18 de junio de 1960, después de que el trazado del Ferrocarril Vitória a Minas (EFVM) que cortaba Ipatinga fuese modificado. Esto hizo que fuese retirada la Estación Pedra Mole, la primera del municipio, que fue inaugurada el 1 de agosto de 1922 y abandonada después de su cierre. La otra estación de la ciudad, la Estación Ipatinga, se situaba en el Centro ipatinguense y fue retirada del servicio en la misma ocasión, siendo más tarde transformada en museo. El 26 de mayo de 2009, el edificio original de la Estación Intendente Câmara fue demolido para ceder espacio a uno nuevo, mayor y más moderno. La reinauguración de la estación tuvo lugar ese mismo año.
De entre las cuatro principales ciudades que componen la Región Metropolitana de Vale do Aço (Coronel Fabriciano, Ipatinga, Santana do Paraíso y Timóteo), solo Ipatinga y Timóteo cuentan con estaciones ferroviarias. La estación timotense es la Estación Mário Carvalho, que fue inaugurada en la década de los cuarenta. Coronel Fabriciano también contaba con una terminal ferroviaria, la Estación del Calado, que fue cerrada en 1979.